# Premio Nacional de Investigación Pascual Madoz
El Premio Nacional de Investigación Pascual Madoz es un premio de Derecho, ciencias económicas y sociales convocado por el Ministerio de Ciencia, Innovación y Universidades de España.
El premio se instauró en 2001 y pertenece junto con otros nueve premios a los Premios Nacionales de Investigación.
El objetivo de todos estos premios es el reconocimiento de los méritos de las científicos o investigadores españoles que realizan «una gran labor destacada en campos científicos de relevancia internacional, y que contribuyan al avance de la ciencia, al mejor conocimiento del hombre y su convivencia, a la transferencia de tecnología y al progreso de la Humanidad».

## Premiados
| Año  | Investigador                        | Trabajo |
| ---- | ----------------------------------- | --- |
| 2002 | María Ángeles Durán                 | sociología de la salud, trabajo no remunerado |
| 2004 | Jordi Nadal Oller                   | historia de la industrialización española. |
| 2006 | Andreu Mas Colell                   | teoría de la demanda, teoría de juegos cooperativos y no cooperativos                                                                               |
| 2008 | Francisco Javier Laporta San Miguel | contribución al enriquecimiento del método jurídico, especialmente a la consolidación del Estado de Derecho                                         |
| 2010 | Salvador Barberá                    | contribución esencial a la Economía Pública y su aportación fundamental a la construcción de instituciones académicas en España                     |
| 2014 | José Luis García Delgado            | análisis histórico-económico de los grandes acontecimientos del siglo XX en Europa y España                                                         |
| 2019 | Manuel Francisco Carreiras Valiña   | Por sus contribuciones al procesamiento del lenguaje, en el ámbito de la psicología experimental.                                                   |
| 2020 | Xavier Vives Torrens                | Por su contribución a la renovación de las disciplinas de economía industrial, teoría de juegos y de finanzas, entre otras.                         |
| 2021 | Jordi Galí                          | Por su contribución en macroeconomía al ámbito de la política monetaria mediante la introducción de nuevos modelos dinámicos de equilibrio general. |
| 2022 | Luis Moreno Fernández               | Por sus investigaciones en las áreas de política social y estado de bienestar, y poder y territorio                                                 |